# Hexatoma goyazensis
Hexatoma goyazensis är en tvåvingeart som beskrevs av Alexander 1940. Hexatoma goyazensis ingår i släktet Hexatoma och familjen småharkrankar. Inga underarter finns listade i Catalogue of Life.